# Помильська вулиця
Помильська вулиця — вулиця в Деснянському районі міста Києва, селище Биківня. Пролягає від початку забудови до кінця забудови, паралельно Діамантовому провулку, прилучається Стигольська вулиця.

## Історія
Вулиця виникла в 2010-ті роки під проектною назвою Проектна 12639 (Дачна 4). Назва на честь розташованого на північний схід від Биківні озера Помильне (нині Лосине озеро) - з 2020 року.